# Заукен, Дитрих фон
Дитрих Фридрих Эдуард Казимир фон Заукен (нем. Dietrich Friedrich Eduard Kasimir von Saucken; 16 мая 1892  — 27 сентября 1980) — немецкий генерал танковых войск (1944), последний из 27 награждённых Рыцарским Крестом с Дубовыми Листьями, Мечами и Бриллиантами, и единственный человек, решение о награждении которого этой наградой принял не Гитлер.

## Начало военной карьеры
Поступил на военную службу 1 октября 1910 года фанен-юнкером (кандидат в офицеры). В июне 1912 года получил звание лейтенанта.
В Первую мировую войну командовал ротой, награждён Железными крестами обеих степеней, а также австрийским и прусским орденами. В 1918 году тяжело ранен, получил золотую нашивку за ранение.
После войны продолжил службу в рейхсвере, с 1925 года — ротмистр. В 1936 году произведён в подполковники, назначен командиром кавалерийского полка.

## Вторая мировая война
С июня 1939 года — полковник, участвовал в Польской и Французской кампаниях, получил планки к Железным крестам (повторное награждение). В ноябре 1940 года назначен командиром 4-й стрелковой бригады.

## Восточный фронт
Командуя бригадой, форсировал Днепр. В декабре 1941 года назначен командиром 4-й танковой дивизии, с 1 января 1942 года — генерал-майор. 3 января тяжело ранен в голову осколком снаряда, 6 января 1942 года награждён Рыцарским крестом. До конца августа 1942 года — в госпиталях и в отпуске по ранению, затем до конца мая 1943 года — начальник училища моторизованных войск.
С апреля 1943 года — генерал-лейтенант. 31 мая 1943 года вновь возглавил 4-ю танковую дивизию (на центральном участке Восточного фронта). В августе 1943 года награждён Дубовыми Листьями (№ 281) к Рыцарскому кресту, в январе 1944 года — Мечами (№ 46) к Рыцарскому кресту с Дубовыми Листьями.
С мая 1944 года — командующий 3-м танковым корпусом, с июня по октябрь 1944 года — командующий 39-м танковым корпусом (с августа 1944, после тактической победы над советскими войсками у Варшавы, в звании генерала танковых войск). Затем командующий танковым корпусом «Великая Германия» и с марта 1945 — командующий 2-й армией. С апреля 1945 — командующий армией «Восточная Пруссия».
8 мая 1945 года награждён Бриллиантами (№ 27) к Рыцарскому кресту с Дубовыми Листьями и Мечами. 

## После войны
С этого же дня в советском плену. Был приговорён советским судом к 25 годам заключения.
Отпущен на свободу в 1955 году. Вернувшись в Германию, поселился под Мюнхеном и стал художником.

## Награды
- Железный крест 2-го класса (19 октября 1914) (Королевство Пруссия)
- Железный крест 1-го класса (23 мая 1916)
- Королевский орден Дома Гогенцоллернов рыцарский крест с мечами (Королевство Пруссия)
- Крест «За военные заслуги» 3-го класса с мечами (Королевство Бавария)
- Крест «За военные заслуги» (Австро-Венгрия)
- Нагрудный знак «За ранение» (1918) в золоте
- Почётный крест Первой мировой войны 1914/1918 с мечами (1934)
- Медаль «За выслугу лет в вермахте» с 4-го по 1-й класс
- Пряжка к Железному кресту 2-го класса (13 сентября 1939)
- Пряжка к Железному кресту 1-го класса (3 октября 1939)
- Крест «За военные заслуги» 2-го и 1-го класса с мечами
- Медаль «За зимнюю кампанию на Востоке 1941/42»
- Рыцарский крест Железного креста с дубовыми листьями, мечами и бриллиантами
  - рыцарский крест (6 февраля 1942)
  - дубовые листья (№ 281) (22 августа 1942)
  - мечи (№ 46) (31 января 1944)
  - бриллианты (№ 27) (8 мая 1945)
- Нагрудный знак «За танковую атаку» в серебре (75 дней в боевой обстановке)
- Нагрудный знак «За ранение» (1939) в золоте
- Упоминание в Вермахтберихт (3 декабря 1943, 5 июля 1944, 9 мая 1945)